# Callahan (Florida)
Callahan es un pueblo ubicado en el condado de Nassau en el estado estadounidense de Florida. En el Censo de 2010 tenía una población de 1.123 habitantes y una densidad poblacional de 298,21 personas por km².

## Historia
La batalla del puente Alligator tuvo lugar en los alrededores de Callahan el 30 de junio de 1778 y fue el único enfrentamiento importante en una campaña fallida para conquistar la Florida Oriental británica durante la Guerra de la Independencia de los Estados Unidos. La ciudad de Callahan se incorporó oficialmente como municipio en 1911.

## Geografía
Callahan se encuentra ubicado en las coordenadas 30°33′43″N 81°49′55″O / 30.56194, -81.83194. Según la Oficina del Censo de los Estados Unidos, Callahan tiene una superficie total de 3.77 km², de la cual 3.77 km² corresponden a tierra firme y (0%) 0 km² es agua.
El clima de esta zona se caracteriza por veranos cálidos y húmedos e inviernos generalmente templados. Según la clasificación climática de Köppen, la ciudad de Callahan tiene una zona climática subtropical húmeda.

## Demografía
Según el censo de 2010, había 1.123 personas residiendo en Callahan. La densidad de población era de 298,21 hab./km². De los 1.123 habitantes, Callahan estaba compuesto por el 89.31% blancos, el 7.03% eran afroamericanos, el 0.27% eran amerindios, el 0.89% eran asiáticos, el 0% eran isleños del Pacífico, el 1.07% eran de otras razas y el 1.42% pertenecían a dos o más razas. Del total de la población el 2.4% eran hispanos o latinos de cualquier raza.

## Educación
El Distrito Escolar del Condado de Nassau presta servicio a las escuelas públicas dentro de la ciudad de Callahan.
Escuelas públicas
- La escuela primaria Callahan y la escuela intermedia Callahan atienden a los grados K-5.
- La escuela secundaria Callahan atiende a estudiantes de 6.º a 8.º grado.
- La escuela secundaria West Nassau atiende a los grados 9 a 12.

Colegios privados
- SonShine Christian Academy, una escuela privada mixta afiliada a la Asamblea de Dios, imparte clases desde preescolar hasta el 12.º grado.

Cuenta con la Biblioteca Pública del Condado de Nassau que opera en la Biblioteca Sucursal Callahan.

## Transporte

### Carreteras
Callahan se encuentra en la intersección de la US 1 , que también forma parte de la US 23 , así como de la US 301 , el término norte de la Florida State Road A1A y la Florida State Road 200. Las rutas estadounidenses 1 y 23 corren juntas en dirección norte en una superposición desde la sección Grand Park del noroeste de Jacksonville a través del río St. Mary's. La US 301 se une a la US 1 y la 23 desde una superposición con la oculta State Road 200, que comienza tan al sur como Ocala. La propia SR 200 se une a una concurrencia en sentido contrario con la SR A1A en Fernandina Beach . La Florida State Road 115 corre desde la sección Deercreek del sureste de Jacksonville y termina con la US 1 y la 23 al sur del centro de la ciudad, pero contiene una extensión de facto en los bordes norte de la ciudad en forma de CR 115 en Kings Road y Old Dixie Highway. La CR 108 se conoce como North Brandies Avenue y luego se convierte en Saint George Road mientras rodea el oeste del condado de Nassau y luego gira hacia el este mientras pasa por Hillard, donde pasa por otra intersección con US 1, 23 y 301. La carretera continúa hacia el este a través del norte rural del condado de Nassau, pasando brevemente por Evergreen y finalmente termina en la US 17 al norte de Becker. 

### Ferrocarriles
Existen dos líneas de ferrocarril dentro de Callahan; la subdivisión CSX Nahunta , una antigua línea de ferrocarril de la Costa Atlántica que va desde la subdivisión Jacksonville Terminal en Jacksonville hasta la subdivisión Savannah en Savannah, Georgia , y la subdivisión CSX Callahan , una antigua línea de ferrocarril de la Seaboard Air Line que va hacia el sur hasta un cruce en Baldwin que incluye la subdivisión Wildwood , la antigua subdivisión Tallahassee y otro tramo de la subdivisión Jacksonville Terminal. Dos antiguas líneas SAL que se extendían desde la subdivisión Callahan eran un segmento abandonado de la subdivisión Fernandina y Gross Cutoff.

### Transporte aéreo
El Hilliard Airpark es una pequeña pista de aterrizaje sin pavimentar disponible para aeronaves personales. Se trata de una instalación municipal y cuenta con hangares disponibles para quienes los necesiten. El Airpark también se puede utilizar como lugar de aterrizaje para helicópteros para transportar pacientes en situaciones de urgencia. El complejo está ubicado en Eastwood Road, frente a Eastwood Oaks Apartments.

## Personajes destacados
- Howie Kendrick , exjugador de béisbol de la MLB de los Anaheim Angels, Los Angeles Dodgers y Washington Nationals.
- Frank Murphy, exjugador de fútbol americano de la NFL de los Chicago Bears, Tampa Bay Buccaneers y Houston Texans.